# Linkin Park
Линкин парк (енгл. Linkin Park) америчка је рок група из Агора Хилса, Калифорнија основана 1996. За осамнаест година постојања група је продала преко седамдесет милиона копија албума и освојила два Гремија. Светску славу су постигли првим албумом, Hybrid Theory који је најпродаванији албум 21-ог века и један од најпродаванијих деби албума икада. Meteora, следећи студијски албум, пласирао се на врх Билбордове листе 200 албума, проглашен је за најбољи Инди Рок албум свих времена, након чега су уследиле дуге турнеје и добротворни рад широм света. Године 2003, МТВ 2 проглашава Линкин парк шестим најбољим бендом музичке видео ере и трећим најбољим бендом у новом миленијуму. Група се нашла на деветнаестом месту Билбордове листе најзначајнијих уметника деценије.
Уз жанрове као што је реп рок и ну метал, бенд је на следећем студијском албуму, Minutes to Midnight (2007), експериментисао и са другим жанровима. Албум се пласирао на врх Билбордове листе, а по броју продатих примерака у првој недељи након објављивања пласирао се на треће место. На следећем албуму, A Thousand Suns (2010), бенд је експериментисао са електронском музиком,музички критичари су га упоредили са албумом The Dark Side Of The Moon групе Pink Floyd, Пети албум, Living Things, био је компилација музичких стилова са претходних албума као и претходни дебитовао је на првом месту билбордове листе 200. Албум The Hunting Party из 2014, означио је повратак року Група је сарађивала са репером Џеј-Зијем на албуму „Collision Course” те са неколико уметника на албуму „Reanimation”. Са 625.000 продатих примерака у првој недељи, албум се пласирао на друго место најпродаванијих албума те године.

## Историјат

### Почеци (1996—2000)
Линкин парк су основали средњошколци Мајк Шинода (Mike Shinoda), Бред Делсон (Brad Delson) и Роб Бордон (Rob Bourdon). Група је наставила са радом и након што су њени оснивачи завршили средњу школу, када су у састав дошли Џо Хан (Joe Hahn), Дејв „Финикс“ Фарел (Dave "Phoenix" Farrell) и Марк Вејкфилд (Mark Wakefield), а група је добила име Xero. У недостатку новца, песме су продуцирали и снимали у Шинодиној спаваћој соби која је служила као импровизовани студио. Након неуспелог покушаја да пронађу издавачку кућу која би продуцирала први албум групе, певач Марк Вејкфилд је напустио групу.
Као Вејкфилдова замена, у марту 1999. ангажован је Честер Бенингтон (Chester Bennington), на препоруку Џефа Блуа (Jeff Blue), заменика председника Зомба мјузика (Zomba Music) Пре тог ангажмана, Бенингтон је био члан групе Греј дејз (Grey Daze), а наметнуо се највише због јединственог стила певања. На албуму (Hybrid Theory), бенд се појављује под именом Линкин парк, по Линколн Парку (Lincoln Park) у Санта Моници. Након неуспешних покушаја да пронађу издавачку кућу, група је 1999. потписала уговор са Ворнер брадерс рекордс.

### Пробој на тржишту:(2000—2002)
Линкин парк је објавио албум Hybrid Theory октобра 2000. Албум је уредио и дотерао музички продуцент Дон Гилмор. Hybrid Theory је био добро прихваћен од стране публике; продато је више од 4,8 милиона копија у првој години, стекавши статус најпродаванијег албума у 2001. години, а у исто време синглови као на пример Crawling, One Step Closer, In The End били су у врху топ-листа рок радио-станица током те године. Поред тога, други синглови са албума појавили су се у филму Дракула 2000,(One Step Closer) Мали Ники и Valentine. Hybrid Theory је такође био номинован за три награде Греми: награду за најбољег новајлију, најбољи рок албум и за најбољу хард рок песму (за Crawling). МТВ им је такође доделио награду за Најбољи рок музички видео и Најбољу режију видеа песме In the End. Поред ових награда, Hybrid Theory је бенду донео светску славу.
За ово време, Линкин парк је учествовао на бројним турнејама и концертима укључујући Ozzfest, турнеју Family Values и KROQ Almost Acoustic Christmas. Бенд је такође кренуо на своју сопствену турнеју "Projekt Revolution", у којој су учествовали и други познати уметници као Cypress Hill, Adema и . У току тих година Линкин парк је одржао око 320 концерата. Искуство и извођење овог бенда документовано је на њиховом првом DVD-у Frat Party at the Pankake Festival, који је одржан новембра 2001. године. Са повратком бившег басисте Дејва Фарела почели су да раде на ремиксу албума, који је назван Reanimation, у који су укључени радови са албума Hybrid Theory и Hybrid Theory EP. Албум Reanimation је издат 30. јула 2002. године. На њему су радили Black Thought, Џонатан Дејвис, Арон Луис и многи други. Reanimation је био на другом месту листе Billboard 200, и продат је у више од 270.000 примерака у првој недељи.`

### Наставак успеха:Метеора(2002—2004)
Настављајући успех албума Hybrid Theory и Reanimation, Линкин парк је имао значајну турнеју у САД. Бенд је почео да ради на новом материјалу, проводећи у студију све слободно време на турнеји. Бенд је објавио да ради на новом албуму у децембру 2002. године. Обелоданили су и то да је њихов рад инспирисан стеновитим регионом Метеора у Грчкој, који је имао велики број манастира. Метеора је требало да буде мешавина ну метала и репа са доста новина, укључујући коришћење макухачи (јапанска фрула направљена од бамбуса) и других инструмената. Други албум Линкин парка је изашао 25. марта 2003. и одмах је стекао светску популарност.
Метеора је продат у више од 800.000 примерака у првој недељи, и био је најпродаванији албум у то време. Музички спотови су урађени за синглове Somewhere I Belong, Breaking the Habit, Faint Numb и From The Inside,што је допринело великој медијској пажњи. Најзад Метеора је продат у око 3 милиона копија до октобра 2003. Велики успех албума навео је бенд да крене у још једну турнеју Projekt Revolution, у којој су учествовали други бендови и уметници укључујући Mudvayne, Blindside, и Xzibita. Поред тога, Металика, позната хеви метал група, позвала је Линкин парк да свирају на Summer Sanitarium Tour 2003, на којој су учествовали добро познате групе као Limp Bizkit, Mudvayne и . Линкин парк је издао албум и DVD, назван Live in Texas, на коме су се налазили наступи током турнеје по Тексасу. Ране 2004. бенд је започео турнеју названу Meteora World Tour, потпомогнути бендовима Hoobastank, P.O.D, Story of the Year и другим.
Метеора је такође бенду донела додатне награде и славу. Бенд је освојио награду МТВ-ја за најбољи рок музички видео (Somewhere I Belong), и награду публике (Breaking the Habit). Линкин парк је такође примио признање од Radio Music Awards за уметника године и за песму године (Numb) током 2004. године. Иако Метеора није постигао исти успех као Hybrid Theory, био је трећи најпродаванији албум у Америци током 2003. године. Бенд је почетак 2004. провео на турнејама по свету, прво са трећом турнејом Projekt Revolution, а касније на неколико концерта по Европи.

### Споредни пројекти и хуманитарни рад (2004—2006)
Следећи успех Метеоре бенд је одложио рад на следећем студијском албуму на неколико година. Уместо тога, Линкин парк је наставио турнеју и учествовао у многим споредним пројектима. Бенингтон се појавио на DJ Lethal’s State of the Art и радио са Dead By Sunrise, у исто време Шинода је радио са Depeche Mode. Бенд је почео сарадњу са Џеј-Зијем 2004. на новом ремикс албуму названом Collision Course. Албум је био сачињен од помешаних текстова и музике са пређашњих албума Линкин парка и Џеј-Зија. Албум се појавио у новембру 2004. Шинода је такође формирао нови бенд, Fort Minor, као споредни пројекат. Уз Џеј-Зијеву помоћ бенд је издао свој први албум, The Rising Tied, који је добио одобрење од стране критике. Однос са Warner Bros. Records-ом се брзо погоршавао због неповерења и финансија. Након месеци неслагања бенд је коначно постигао договор децембра 2005.
Учествовали су на многобројним добротворним догађајима. Линкин парк је дао новац за помоћ жртвама урагана Чарли 2004, а касније и урагана Катрина 2005. Такође су учествовали у добротворним концертима Music for Relief за додатан новац потребан за помоћ жртвама цунамија 2004. Ипак, најважнији је учешће бенда на добротворним концертима Live 8. Упоредо, заједно са Џеј-Зијом одржали су концерте Live 8 у Филаделфији, Пенсилванији и у свету. Бенд ће се касније опет удружити Џеј-Зијем на додели Гремија 2006. током које ће извести Numb/Encore, за коју добијају Греми за најбољу реп/певачку сарадњу. Касније ће учествовати на 2006 Summer Sonic музичком фестивалу, са Металиком у Јапану.

### Обнова:(2006—2007)
Линкин парк се вратио у студио да снима нови материјал 2006. За продукцију албума изабрали су познатог продуцента Рика Рубина. Упркос плановима околности су их натерале да одложе завршетак рада на албуму до 2007. године. Снимили су од тридесет до педесет песама у августу 2006. кад је Шинода изјавио да је пола посла око албума урађено. Бенингтон је касније изјавио да ће се албум разликовати од досадашњег ну метал звука. Warner Bros. Records је званично објавио да ће се трећи студијски албум Линкин парка звати Minutes to Midnight и да ће се у САД појавити 15. маја 2007. Након четрнаест месеци рада на албуму, бенд је од предвиђених седамнаест песама уклонио пет. Minutes to Midnight је продат у више од 600.000 копија у првој недељи, чинећи га најпродаванијим албумом те године. Албум је такође у врху листе Billboard Charts.
Први сингл са албума, What I've Done је изашао 2. априла, а касније премијерно приказан на МТВ-у и Fuse-у у истој недеље. Публика је одлично прихватила сингл. Достигавши на листу Billboard Hot 100 неколико дана након издавања, касније је био у врху песама на Billboard's Modern Rock Tracks и листи Mainstream Rock Tracks. Bleed It Out је други сингл са албума Minutes to Midnight и изашао је 20. августа 2007. Shadow of the Day, трећи сингл је планиран да изађе у Уједињеном Краљевству 8. октобра, а у САД 16. октобра. Бенд је сарађивао и Баста Рајмсом (Busta Rhymes) на његовом синглу SWe Made It, који је изашао 29. априла.
Линкин парк је учествовао на Live Earth Japan 7. јуна 2007. Бенд је недавно завршио четврту турнеју Projekt Revolution.

### (2008—2011)
У мају 2009, Линкин парк је најавио да ради на њиховом четвртом албуму, који је планиран за 2010. Бенингтон је рекао медијима да ће се Рик Рабин вратити да направи нови албум. Бенд је касније открио да ће се албум звати A Thousand Suns (хиљаду сунаца ). Радећи на новом албуму, Линкин парк је заједно са легендом филмске музике Ханс Зимером правио музику за филм Трансформерс 3: Освета пораженог (Transformers: Revenge of the Fallen). Бенд је објавио сингл под називом New Divide (нова подела). Џо Хан продуцирао је видео за песму који је садржао делове из филма. Дана 22. јуна, бенд је имао наступ у Вествуд вилиџу (Westwood Village) након премијере филма. Бенд се враћа у студио како би завршили радове на новом албуму.
Дана 26. априла, бенд издаје апликацију за ајфон, ајпод тач и ајпад, игрицу под називом 8-Bit Rebellion! Игрица је садржала чланове бенда као главне ликове, као и нову песму Blackbirds која се откључава када се победи у игри. Песма је касније пуштена на ајтјунсу као бонус песма на албуму A Thousand Suns.
Албум A Thousand Suns је изашао 14. септембра. Први сингл за овај албум, The Catalyst, изашао је 2. августа. Бенд је промовисао нов албум турнејом која је отпочела 7. септембра у Лос Анђелесу. Ослањали су се и на Мајспејс како би промовисали албум, издавши јос две песме, Waiting for the End и Blackout 8. септембра. Штавише, документарни филм о настанку албума, под називом Meeting of A Thousand Suns, био је доступан за стримовање на Мајспејс страници бенда. Дана 31. августа 2010. године, објављено је да ће бенд имати жив наступ за сингл по први пут на 2010 MTV Video Music Awards 12. септембра 2010.
Линкин парк је достигао 8. место на Billboard Social 50, листа најактивнијих уметника на водећим светским социјалним мрежама. На другим Булбордовим листама бенд је достигао 92. место на листи топ уметника. Такође, албум је доспео на 53. место Billboard Top 200 албума као и 7. место на 2010 Year-End Rock Albums. Поред тога, песма The Catalyst достигла је 40. место на Year-End Rock Songs листи.

### (2011—2013)
Јула 2011, Бенингтон је изјавио у часопису Ролинг стоун да бенд планира да издаје албуме сваких осамнаест месеци, и да би он био шокиран да албум не изађе у 2012. Касније је открио у другом интервјуу у септембру 2011. да је бенд још увек био у почетној фази за следећи албум, рекавши:„Тек што смо почели. Волимо да је креативност увек присутна, стога се трудимо да будемо што креативнији све време... задовољни смо правцем којим идемо.“ Касније 28. марта 2012, Шинода је потврдио да бенд снима спот за песму Burn It Down. Џо Хан продуцирао је видео.
Дана 15. априла 2012, Шинода је најавио да ће The Living Things бити наслов бендовог петог албума. Шинода је изјавио да су изабрали назив The Living Things, јер албум је више о људима, личним интеракцијама, а то је много више интимније од њихових претходних албума. Бенд изводи песму Burn it down на Билбордовој додели награда (Billboard Music Awards, 2012). Дана 24. маја, бенд је објавио спот за Burn it down и промовисао Lies Greed Misery, још једну песму са албума, на Би-Би-Си радио 1. Powerless, дванаеста и последња нумера на албуму, налази се на одјавној шпици филма Абрахам Линколн: Ловац вампира ( Abraham Lincoln: Vampire Hunter). Дана 29-тог Августа 2012-те године излази други сингл Lost In The Echo која је по критичарима најбоља песма са албума.
Албум је продат у преко 220.000 примерака током своје деби недеље, доспевши на прво место америчке топ листе албума. Линкин парков је сингл, Castle of Glass, номинован је за „најбољу песму у игрици“ на Spike Video Game Awards додели награда за 2012. годину. Бенд је такође наступао на церемонији доделе награда 7. децембра, али је изгубио награду. Наступали су и на Soundwave музичком фестивалу у Аустралији, где су делили бину са Металиком, Парамором, Слејером и Сум 41.
Дана 10. августа 2013, бенд је сарађивао са америчким музичарем Стивом Аокијем да сними песму A Light That Never Comes за Линкин парк онлајн слагалица-акциону игрицу LP Recharge, који је покренута на фејсбуку и званичној LP Recharge страници 12. септембра 2013. године. На дан пуштања је игрице, Линкин парк је објавио на својој фејсбук страници објашњавајући да ће песма коришћена за промоцију игре бити укључена на новом ремиксу албума, под називом Recharged, који је објављен 29. октобра 2013.

### (2013—2014)
У интервјуу за Фјуз (Fuse), Шинода је потврдио да је Линкин парк почео снимање свог шестог студијског албума у мају 2013. Бенд је објавио први сингл са њиховог предстојећег албума, под називом Guilty All the Same 6. марта 2014. године путем апликације Шазам (Shazam). Сингл је сутрадан пуштен од стране Warner Bros. Records и дебитовао је на 28. месту на САД Billboard Rock Airplay листи достигавши 1. место на мејнстрим рок листама у наредним недељама. Убрзо након изласка сингла, бенд је открио да ће се њихов шести албум звати The Hunting Party. Албум су продуцирали Шинода и Делсон, који су желели да истраже музичке елементе из Hybrid Theory и из ранијих материјала бенда. Шинода је прокоментарисао да је албум у „рок стилу ’90-их“. Он је образложио: „То је рок албум. То је гласно, а то је рок, али не у смислу онога што сте раније чули, што је више као „90-их-хардкор-пунк-треш“. Албум је пуштен 13. јуна 2014. године у већини земаља, а у Сједињеним Америчким Државама 17. јуна.
Линкин парк наступао је на Download Фестивалу 14. јуна 2014, где су свирали песме са првог албума, Hybrid Theory, у целини по први пут. Бенд је наступао на Rock am Ring and Rock im Park фестивалу 2014, заједно са Металиком, Kings of Leon и Ајрон мејденом.

## Добротворни рад
Дана 19. јануара 2010, Линкин парк објавио је нову песму под називом Not Alone, као део компилације „Music for Relief“ под називом Download to Donate for Haiti као подршку за кризу на Хаитију услед земљотреса. Линкин парк објавио јр званични музички спот за песму на њиховој страници 10. фебруара 2010. Сингл је пуштен 21. октобра 2011. године.
Ажурирана верзија Download to Donate for Haiti је покренута 11. јануара 2011, под називом Download to Donate for Haiti V2.0, са више песама за преузимање. Зарад ажуриране компилације, бенд је објавио ремикс Китона Хашимотоа The Catalyst.
Шинода је дизајнирао две мајице, чији ће приход ићи „Music for Relief“ да се помогне жртвама Тохоку земљотреса и цунамија 2011.

## Стил
И Hybrid Theory и Метеора су испреплетени алтернативним металом, ну металом и реп рок звуком са утицајем индустријског рока, synth рока, електронске музике и РнБ са употребом програмирања и синтисајзера.
У албуму Minutes to Midnight бенд је експериментисао са својим старим звуком и разноликим жанровима и стиловима, Los Angeles Times га је упоредио са радом групе U-2. У њему само две песме укључују реповање, док се већи део албума може сматрати алтернативним роком. То је њихов први албум у којем се користи соло гитара и певање Шиноде, али мање од реповања.
Коришћење два различита вокала је постала битна карактеристика њихове музике. Честер Бенингтон је познат по режању и вриштању, вокалу уобичајеном за метал, али у исто време користи и веома мелодично певање, док је Мајк Шинода емси и репер у групи. Мајкл пева главни део песама In Between, Hands Held High и No Roads Left. И Мајк и Честер су међу сто Heavy Metal's All-Time Top 100 Vocalists

## Чланови бенда

### Тренутни
- Мајк Шинода — емси, репер, ритмичка гитара (од 1996. до данас)
- Бред Делсон — главна гитара (од 1996. до данас)
- Дејв Фарел — бас-гитара, пратећи вокали (од 1996. до 1999. и од 2001. до данас)
- Џо Хан — микс, програмирање, узорци, ритмови (од 1996. до данас)
- Емили Армстронг  — главни певач (од 2023. до данас)
- Колин Британ — бубњеви (од 2023. до данас)

### Бивши
- Честер Бенингтон — главни певач (од 1999. до 2017)
- Марк Вејкфилд — певач (1996—1998, кад се бенд звао Xero)
- Роб Бурдон — бубњеви (од 1996. до 2017)

### Привремени
- Кајл Чристенер — бас-гитара (1998—1999) привремено мењао Феникса
- Скот Козиол — бас-гитара (1999—2001) привремени басиста на албуму